# 김나윤 (리포터)
김나윤(1991년 9월 30일~)은 대한민국의 리포터이다.

## 방송
- 2019년 KBS2 생방송 아침이 좋다
- 2018년 채널A 김현욱의 굿모닝
- 2018년 KBS1 생생 3도
- 2018년 JTBC [V정보쇼 오!아시스
- 2018년 KBS1 6시 내고향

## 경력
- 2017.11~ KBS 광주방송총국 리포터